# Elisabeth Theurer
Elisabeth Max-Theurer (nacida como Elisabeth Theurer, Linz, 20 de septiembre de 1956) es una jinete austríaca que compitió en la modalidad de doma.
Participó en tres Juegos Olímpicos de Verano, entre los años 1980 y 1992, obteniendo una medalla de oro en Moscú 1980, en la prueba individual, y el octavo lugar en Barcelona 1992, en la misma prueba. Ganó una medalla de oro en el Campeonato Europeo de Doma de 1979.

## Palmarés internacional
| Juegos Olímpicos   | Juegos Olímpicos  | Juegos Olímpicos | Juegos Olímpicos |
| Año                | Lugar             | Medalla          | Categoría        |
| ------------------ | ----------------- | ---------------- | ---------------- |
| 1980               | Moscú (URSS)      | Medalla de oro   | Individual       |
| Campeonato Europeo |                   |                  |                  |
| Año                | Lugar             | Medalla          | Categoría        |
| 1979               | Århus (Dinamarca) | Medalla de oro   | Individual       |